# Phytomyza dalmatiensis
Phytomyza dalmatiensis är en tvåvingeart som beskrevs av Spencer 1961. Phytomyza dalmatiensis ingår i släktet Phytomyza och familjen minerarflugor. Inga underarter finns listade i Catalogue of Life.